# Axel Springer
Axel Cäsar Springer (Altona, 2 de mayo de 1912 - Berlín Oeste, 22 de septiembre de 1985) fue un periodista alemán que fundó el conglomerado mediático Axel Springer AG, propietario del diario sensacionalista Bild y el de información general Die Welt entre otras publicaciones.

## Biografía
Axel Springer nació en Altona (entonces independiente de Hamburgo) en 1912, en una familia de editores de prensa. Su padre Hinrich era propietario de la editorial Hammerich & Lesser-Verlag, donde ejerció de aprendiz. En los años 1930 hizo sus primeras prácticas como periodista en la agencia de noticias Wolff; posteriormente recalaría en el Bergedorfer Zeitung y de allí fue ascendido a redactor jefe en el diario local Altonaer Nachrichten. Cuando este fue clausurado por el gobierno nazi en 1941, pasó a publicar obras literarias en la empresa de su padre.
Al concluir la Segunda Guerra Mundial, Axel Springer montó en 1946 su propia editorial «Axel Springer AG» y comenzó a publicar revistas para la zona británica de Alemania. El 14 de octubre de 1948 salió a la venta la primera edición del diario local Hamburger Abendblatt. Sin embargo, su mayor éxito llegaría el 24 de junio de 1952 con la creación del diario Bild. Este nuevo periódico introdujo la prensa sensacionalista en el mercado alemán, con una línea editorial populista y conservadora, y se convirtió en el más leído de la República Federal Alemana, así como en una de las fuentes más influyentes en la opinión pública en todos los países de habla alemana. En 1953 se hizo con el diario generalista Die Welt, fundado por las fuerzas británicas de ocupación siete años antes, y en 1959 adquirió la editorial Ullstein que editaba las cabeceras berlinesas B.Z. y Berliner Morgenpost.
Décadas más tarde se supo que Springer recibía secretamente dinero de la CIA. En concreto, en los primeros años de la década de 1950, recibió 7 millones de dólares de la inteligencia estadounidense. Su relación con la CIA se prolongó hasta al menos los años 1970.
La influencia de Axel Springer como editor había crecido en los años 1960, por lo que su grupo diseñó un ideario común para todas sus publicaciones. En ese código, se establecía como objetivo la reunificación alemana, el apoyo explícito al estado de Israel y a la OTAN, la solidaridad con Estados Unidos, el rechazo a cualquier ideología "extremista" y la defensa del libre mercado. Springer hizo donaciones a título personal a entidades sionistas y se ofreció como interlocutor entre Alemania Occidental y Alemania Oriental.
Uno de los capítulos más polémicos de su historia se produjo en 1968, cuando sus cabeceras rechazaron duramente las protestas estudiantiles. Ese mismo año se produjo el atentado contra el activista Rudi Dutschke, uno de los líderes del movimiento de oposición extraparlamentaria al que el diario Bild llegó a calificar de «amenaza» para los intereses de Alemania. En respuesta, los grupos estudiantiles boicotearon la distribución de las publicaciones de Springer y se organizaron manifestaciones contra ellas en las ciudades más importantes de Alemania Occidental. En 1972 el grupo terrorista Fracción del Ejército Rojo hizo un atentado contra la sede de la editorial en Hamburgo.
En la década de 1980 Springer diversificó su negocio a otras cabeceras europeas, fundó revistas especializadas y comenzó a delegar responsabilidades en sus herederos. Afectado por el suicidio de su hijo Sven Simon en 1980, Axel se mudó a Berlín Oeste. Antes de fallecer, sacó al mercado de valores el 49% de la empresa y dejó el 51% restante para sus familiares, que acordaron no vender el patrimonio hasta al menos 2015. 
Tras una grave enfermedad agravada por una neumonía, Axel Springer falleció el 22 de septiembre de 1985.